# Limiao (köpinghuvudort i Kina, Hubei Sheng, lat 31,83, long 111,68)
Limiao (kinesiska: 李庙, 李庙镇) är en köpinghuvudort i Kina. Den ligger i provinsen Hubei, i den centrala delen av landet, omkring 280 kilometer nordväst om provinshuvudstaden Wuhan. Antalet invånare är 24 980. Befolkningen består av 11 508 kvinnor och 13 472 män. Barn under 15 år utgör 12,0 %, vuxna 15-64 år 75 %, och äldre över 65 år 12,0 %.
Runt Limiao är det ganska tätbefolkat, med 144 invånare per kvadratkilometer. Närmaste större samhälle är Nanzhang Chengguanzhen, 15,1 km öster om Limiao. I omgivningarna runt Limiao växer i huvudsak blandskog.
Genomsnittlig årsnederbörd är 1 096 millimeter. Den regnigaste månaden är augusti, med i genomsnitt 205 mm nederbörd, och den torraste är december, med 11 mm nederbörd.